# Wer schoss auf Robin?
Wer schoss auf Robin? (auch Wie starb Cock Robin?; englisch: Who Killed Cock Robin?) ist ein Disney-Zeichentrickfilm aus der Silly-Symphony-Reihe von 1935.
Alle Rollen in diesem Film werden von Vögeln gespielt.

## Handlung
Der Namensgeber des Films Robin – ein männliches Rotkehlchen – spielt zu Beginn des Films nach Minne-Art ein Lied, um die Aufmerksamkeit seiner Geliebten Janett – ein sehr vollbusiger weiblicher Zaunkönig – zu erhalten. Während des Spielens wird er plötzlich von einem Pfeil getroffen und fällt scheinbar tot zu Boden. Die sofort herbeieilende Polizei verhaftet zunächst alle Besucher einer Bar, die sich in unmittelbarer Nähe des Tatortes befindet. Dabei geht sie – wie auch während des restlichen Filmes – ziemlich brutal vor. Sie sperrt die Besucher in einen mitgebrachten Vogelkäfig.
Nach einem Szenenwechsel beginnt der Gerichtsprozess. Der Richter wird durch eine männliche Eule, der Staatsanwalt durch einen mürrischen Papagei dargestellt. Die Geschworenen sind mehrere identisch aussehende Vögel. Der erste Angeklagte, der dem Gericht vorgeführt wird, ist schwarz. Dieser ist jedoch offenbar unwissend und wird in einen Käfig mit der Aufschrift „Sing Sing“ verbracht. Der zweite Angeklagte ist einer der „schweren Jungs“ aus der Kneipe. Er verweigert die Aussage. Der dritte ist ein verrückter Kuckuck, der auf Beeinflussung hin den Richter, den Staatsanwalt, beide und anschließend sich selbst für schuldig erklärt.
Dann wird Janett in den Zeugenstand gerufen. Der Richter und die Geschworenen erliegen sofort ihrem Aussehen und Charme. Sie erzählt etwas über Robin und schlägt dann vor, weil die Angeklagten „verdächtig“ aussähen, diese schuldig zu sprechen. Die Geschworenen stimmen dem kurzerhand zu. Der Richter verkündet gerade das Urteil, dass alle gehängt werden sollen, als Cupido erscheint. Er erklärt, dass er Robin erschossen habe, dieser jedoch gar nicht tot sei, sondern verliebt. Daraufhin geht Janett zu Robin und küsst ihn leidenschaftlich, was ihn umgehend ins Leben zurückholt.

## Auszeichnungen
Der Film war 1936 für den Oscar in der Kategorie Bester animierter Kurzfilm nominiert und gewann im gleichen Jahr einen Preis in der Kategorie bester Animationsfilm bei den Internationalen Filmfestspielen von Venedig. Außerdem wurde er vom National Board of Review 1935 als Top-Ten-Film ausgezeichnet.